# Georg Christian Crollius
Georg Christian Crollius (* 21. Juli 1728 in Zweibrücken; † 23. März 1790 ebenda) war ein deutscher Historiker und Bibliothekar.

## Leben
Der Enkel des Theologen Johann Lorenz Crollius, Sohn des Zweibrücker Gymnasialrektors Johann Philipp Crollius und der Margaretha Gabriela Joannis studierte in Halle und Göttingen und trat wie sein Vater, dem er 1767 in der Leitung des Zweibrücker Herzog-Wolfgang-Gymnasiums folgte, in den Schuldienst des Fürstentums Pfalz-Zweibrücken ein. Herzog Christian IV. ernannte ihn auch zum Vorstand der Bibliothek, der heutigen Bibliotheca Bipontina, und zum Hofhistoriographen. Ähnlich wie sein Vater forschte er über die Geschichte der Pfalz und der rheinischen Pfalzgrafschaft. Als Mitglied der Kurpfälzischen Akademie der Wissenschaften in Mannheim (seit 1765) verfasste er etliche Aufsätze, die in ihrer Schriftenreihe gedruckt wurden. Als sein Hauptwerk dürfen die Origines Bipontinae (1761–1769) angesprochen werden. Er wirkte auch an den seit 1779 im Verlag der Societas Bipontina erschienenen Ausgaben griechischer und lateinischer Klassiker, den Editiones Bipontinae mit. Seit 1759 war er auswärtiges Mitglied der Bayerischen Akademie der Wissenschaften.

## Werke
- Originum Bipontinarum. Hallanzy, Biponti 1761–1769.
  - Band 1: In Qua Non Solum Res Bipontinae Medii Aevi Sed Et Alia Scitu Digna Ad Veterem Franciae Rhenanae Westrasiae Et Lothringiae Historiam Pertinentia Suo Ordine Explicantur. 1761. Digitalisat
  - Band 2: Historiae Comitum Geminipontis Genealogico Diplomaticae. 1769. Digitalisat
- Erläuterte Reihe der Pfaltzgraven zu Achen oder in Niederlothringen von ihrer Anordnung an biss auf Henrich von Lach, Pfaltzgraven bey Rhein. Mit Zugaben und Fortsetzung, Hallanzy, Zweybrücken 1762–1764.
  - Band 1: Hauptwerk, 1762 (Digitalisat)
  - Band 2: Zugabe, 1764 (Digitalisat)
- Zugabe. Zugabe zu der Erläuterten Reihe der Pfalzgraven zu Aachen in Niederlothringen von ihrer Anordnung an biß auf Pfalzgrav Heinrich von Lach wie auch Fortsetzung dieser Reihe in der Geschichte der Pfalzgraven Heinrichs von Lache und Sigfrieds von Ballenstedt nebst einer Geschlechtstafel von Sigfrieds Abstammung, seiner Gemahlin, Söhnen und Verwandtschaft. 1764
- Commentarius De Cancellariis Et Procancellariis Bipontinis. Lipsiae-Francofurti 1768. Digitalisat